# Paul Francisci
Paul Francisci, magyaros névalakban Francisci Pál (Brassó, 1643 – Wunsiedel, 1709. április 27.) erdélyi szász orvos.

## Élete
Apja Paul Francisci evangélikus lelkész, öccse Johann Francisci tanár volt. Miután a gimnáziumot szülővárosában elvégezte, 1665-ben beiratkozott a straßburgi egyetemre, ahol 1668-ban orvosi diplomát szerzett a szédülésről szóló értekezésével (Disputativ medica de Vertigine). 1669–1678 között az altdorfi egyetemen folytatta orvosi tanulmányait, értekezésének témája a kólikával kapcsolatos bénulás volt (Disputatio inauguralis de Paralysi ex colica). Ezután a Bayreuth-Ansbach Őrgrófságbeli Wunsiedelben városi és járási orvos (Stadtphysicus) lett; itt telepedett le és alapított családot, és itt halálozott el. Egyes források tévesen azt állítják, hogy később visszatért Brassóba.
Robert Offner feltételezése szerint Francisci azért maradt Németországban, mert szász kortársai, diáktársai addigra elfoglalták az összes erdélyi orvosi állást.
Élete és utazásai alatt tekintélyes orvosi szakkönyvtárat gyűjtött össze, melynek listája a 21. században került elő a wunsiedeli levéltárból.

## Munkái
- Disputativ medica de Vertigine, praes. Joh. Alb. Sebizio d. Febr. Argentorati, 1678.[1]
- Disputatio inauguralis de Paralysi ex colica. Altdorfii. 1678.[1]